# Jacob's Ladder (Sainte-Hélène)
Pour les articles homonymes, voir Échelle de Jacob et Jacob's Ladder.
L'échelle de Jacob (Jacob's Ladder) est un escalier classé « Grade I » (les monuments historiques les plus importants au Royaume-Uni) à Jamestown, Sainte-Hélène, sur un versant de la colline Ladder Hill, pour accéder à Ladder Hill Fort.
L'échelle est tout ce qui reste d'un funiculaire qui y a été construit au début des années 1800. Les voies et les voitures ont ensuite été supprimées, tandis que les escaliers sont restés en place et sont devenus une attraction touristique reliant Jamestown et une de ses banlieues, Half Tree Hollow, au sommet de la colline.

## Histoire et description
La compagnie de chemin de fer de Sainte-Hélène a construit un funiculaire à deux voitures, de 281,6 mètres de long, conçu par l'ingénieur de l'île J. W. Hoar, en 1829, pour transporter des marchandises entre Jamestown et le fort. Les voitures roulaient sur une paire de rails en sapin plaqués de fer, posés sur des traverses en bois ancrées dans le rocher de la paroi de la vallée, qui étaient séparées par un escalier de 700 marches pour les piétons. L'angle de montée variait entre 39 et 41 degrés. La force motrice était fournie par une équipe de trois ânes au sommet, qui faisaient tourner un cabestan relié aux voitures par une chaîne en fer et des poulies,.
Des dommages causés par les termites aux traverses de la construction ont obligé les Royal Engineers à retirer les voitures, les rails et les machines associées en 1871. Le lieu est aujourd'hui connu sous le nom de Jacob's Ladder, en référence à l'échelle de Jacob biblique.
Les travaux routiers ultérieurs ont recouvert une marche, si bien qu'il n'en reste que 699. Des lumières ont été installées le long des côtés des escaliers en 2000 et les marches ont été rénovées en 2006. L'escalier a été déclaré structure classée « Grade I ». Pendant le « Festival of Running » annuel de l'île, une course chronométrée a lieu sur l'échelle de Jacob, avec des concurrents venus du monde entier. Depuis 2013, le temps record pour monter les escaliers est de 5 minutes et 16,78 secondes, établi par Graham Doig, un touriste qui avait opté pour une méthode originale : grimper à quatre pattes. Ce record fut battu le 29 janvier 2024 par Sam Collins en 5'04"19 puis par James Appleton le 21 novembre 2024 en 4'40''75.

## Galerie

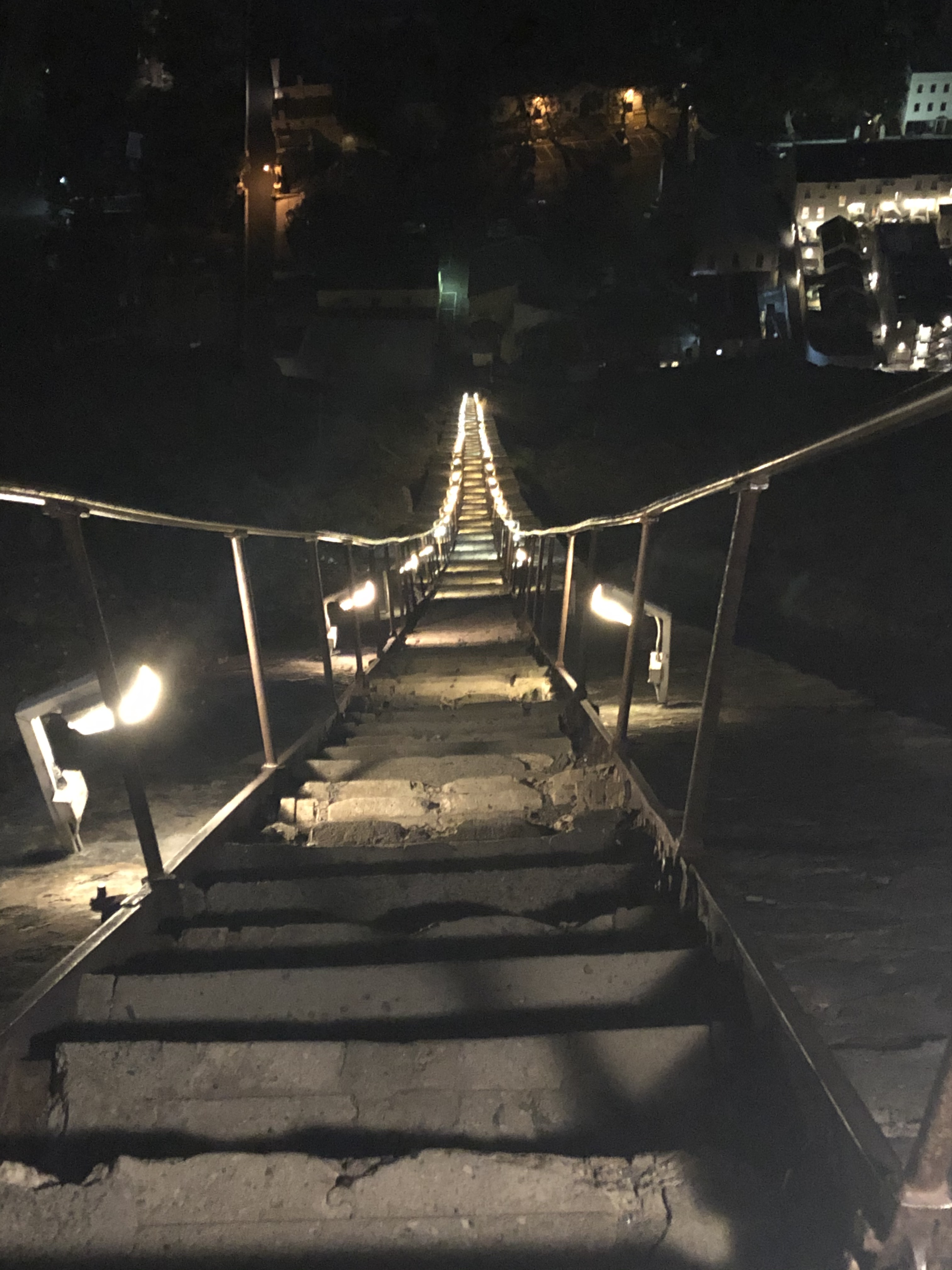
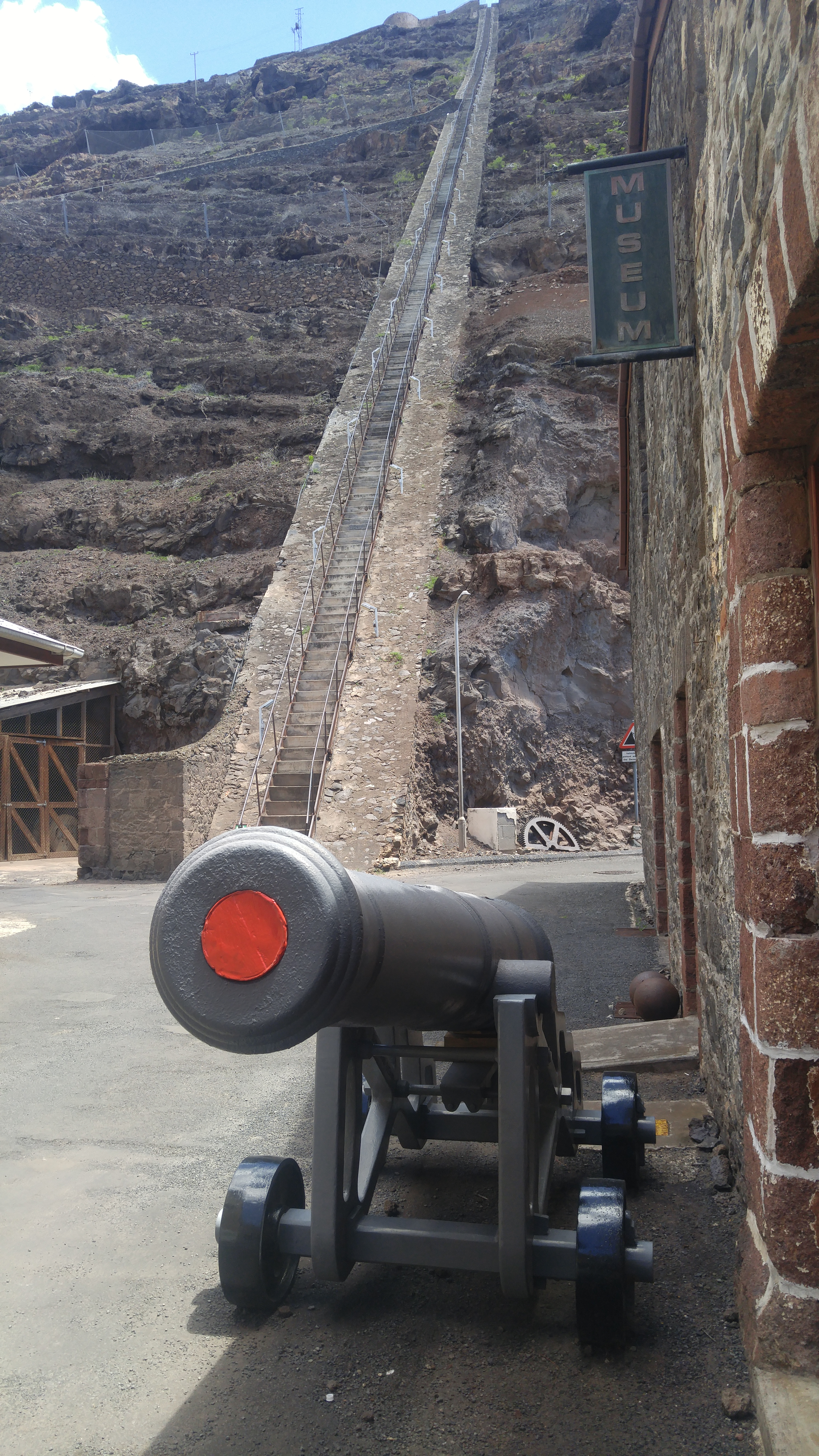
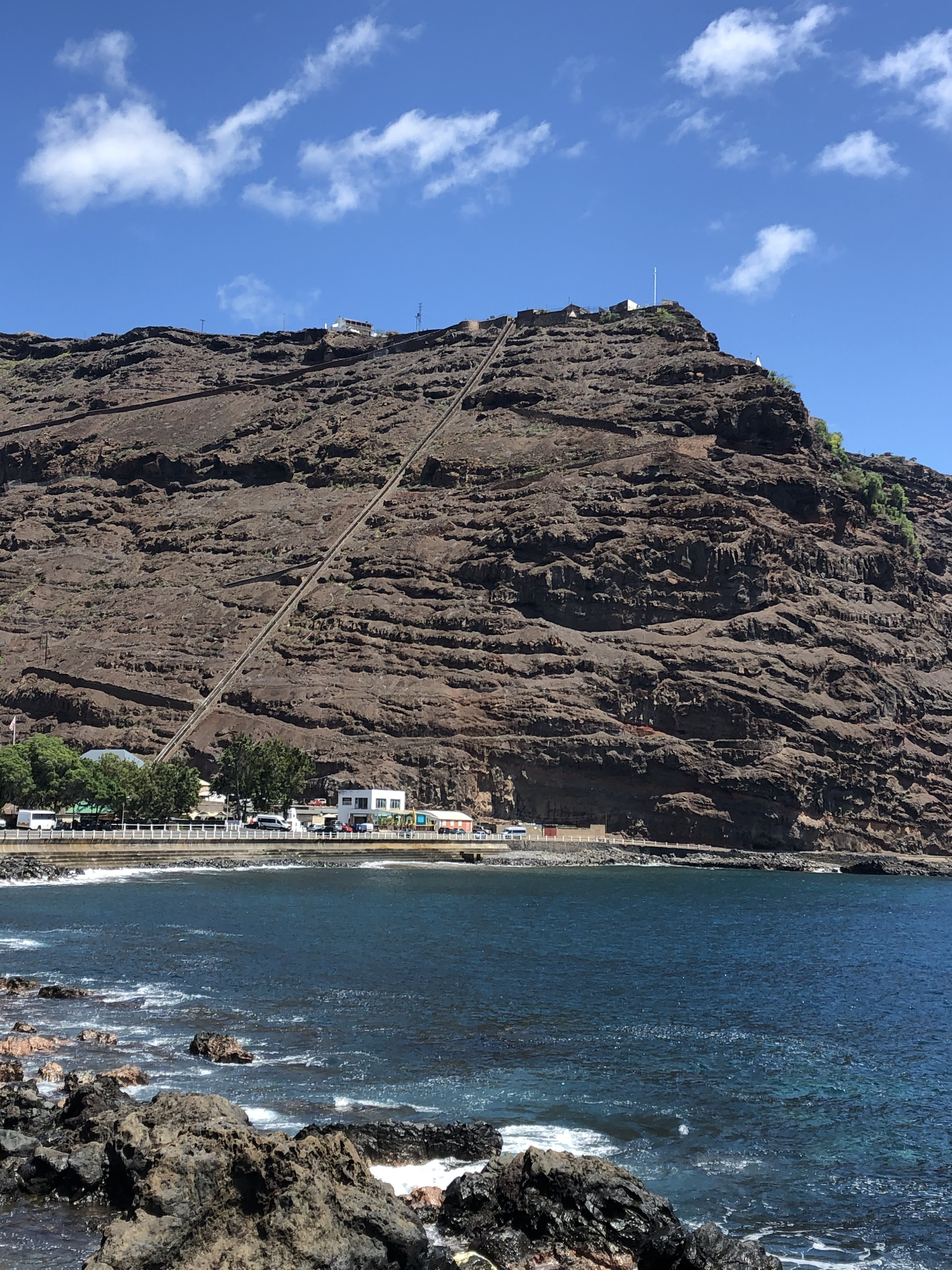
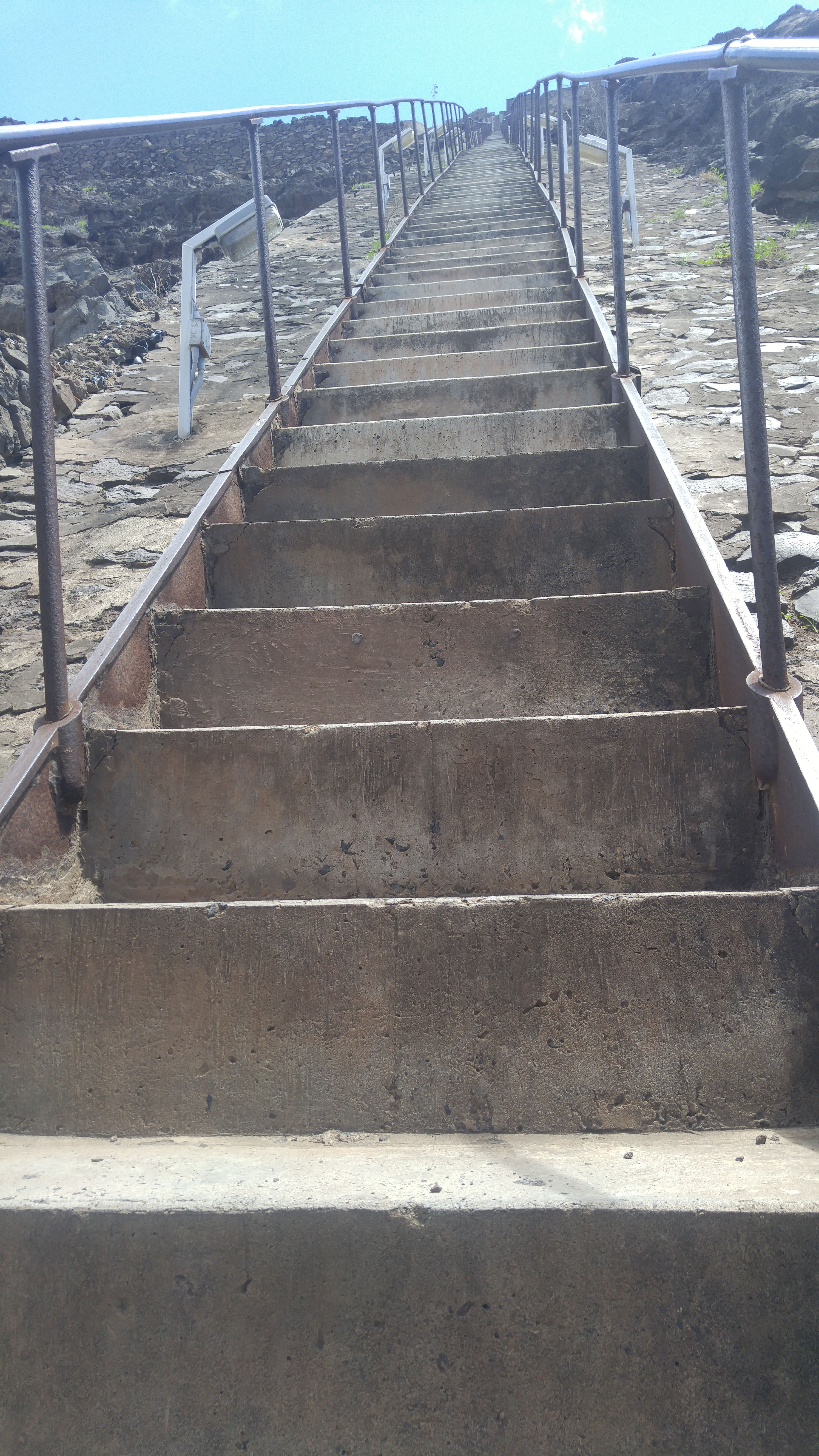
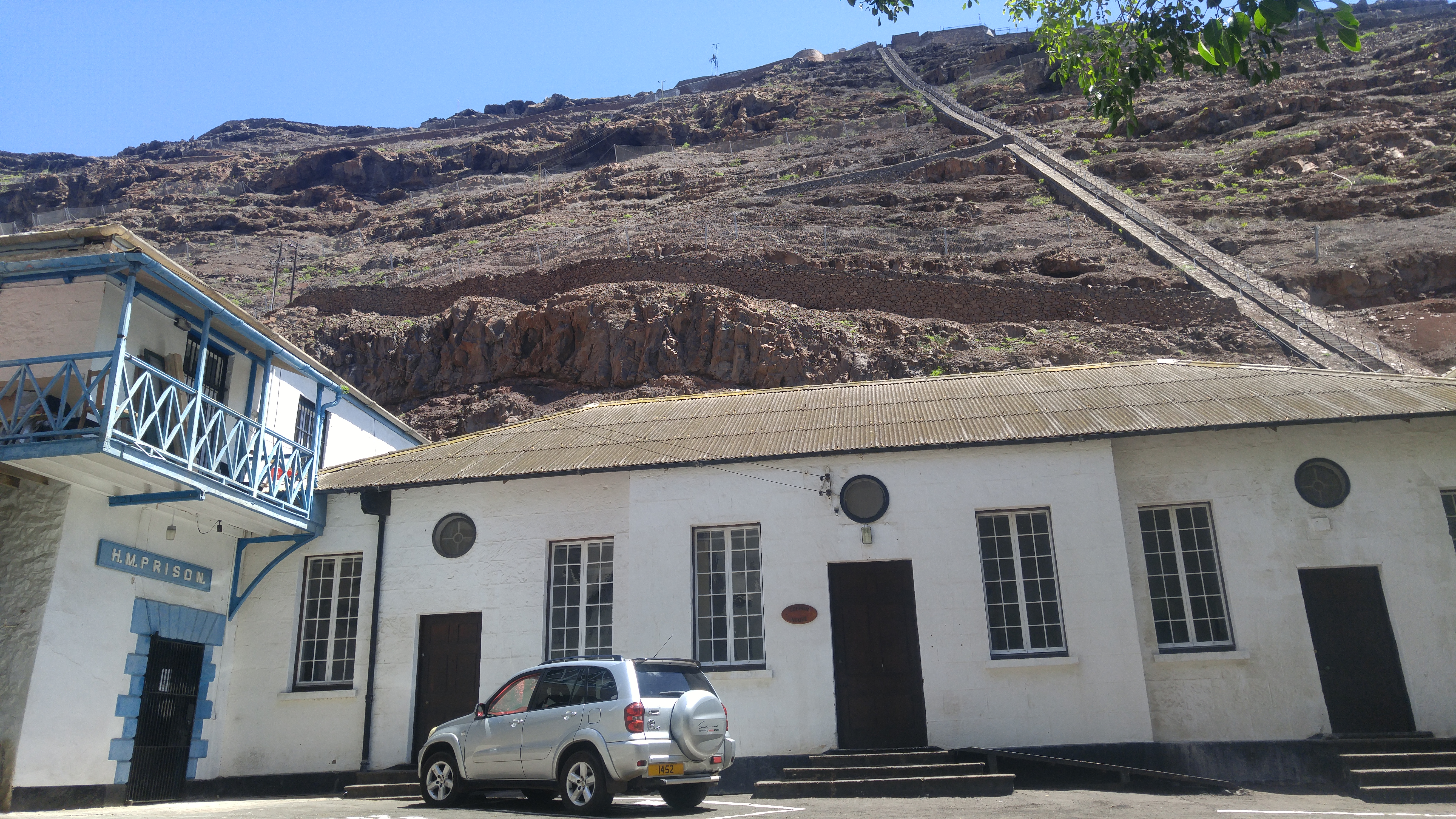
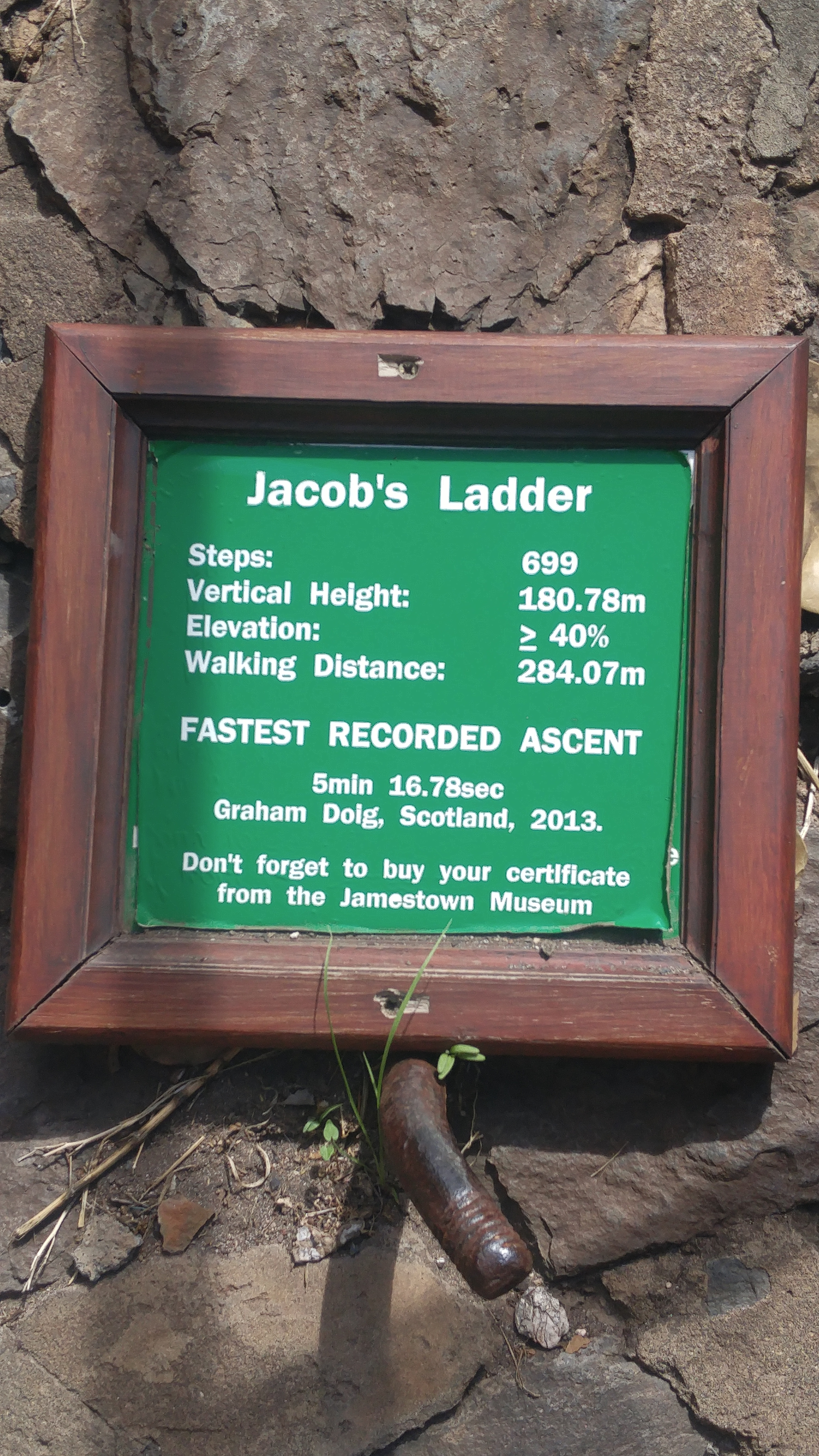